# Cornelis de Wael (kunstschilder)
Cornelis de Wael (Antwerpen, 1592 – Rome, 1667) was een Zuid-Nederlands barok kunstschilder en graficus die voornamelijk actief was in Italië.

## Biografie
De Wael werd geboren in een kunstenaarsfamilie in Antwerpen als de zoon van schilder Jan de Wael I (1558–1633). Zijn moeder was Gertrude de Jode hetgeen hem een neef maakte van de graficus Pieter de Jode II. Zijn broer Lucas de Wael (1591–1661), die ook een kunstschilder was, vergezelde hem in 1619 op zijn reis naar Italië waar ze zich in Genua vestigden. Op enkele onderbrekingen na, zou hij hier het grootste gedeelte van zijn leven doorbrengen, terwijl zijn broer Lucas in 1628 terugkeerde naar Antwerpen.  Genua was een aantrekkelijke bestemming voor kunstenaars aangezien de concurrentie tussen kunstenaars er minder intens was dan in Rome, Florence en Venetië, terwijl er tegelijkertijd een zeer groot aantal potentiële klanten en verzamelaars leefden.
In Genua werd het huis-atelier van de gebroeders De Wael de spil van de daar neergestreken kolonie van Vlaamse kunstenaars. De Vlaamse schilders die in Genua woonden of er tijdelijk verbleven konden allen profiteren van het werk en de artistieke activiteit waarvoor de woning van de gebroeders een aantrekkingspool waren. De broers verschaften een welkom, een thuis, materialen en gereedschappen, ze hielpen bij de integratie, speelden aanbevelingen aan opdrachtgevers door en legden mededingingsregels vast. Toen Anthony van Dyck Genua bezocht, verbleef hij bij de broers.  Anthony van Dyck schilderde een portret van de broers dat later gegraveerd werd door Wenceslas Hollar.  Cornelis hield zich naast zijn kunstactiviteit ook bezig met de handel.  Hij handelde in een grote verscheidenheid aan goederen, waarbij zijn broer Lucas als contactpersoon in Antwerpen een belangrijke rol speelde.
In 1627 werd hij lid van de prestigieuze Accademia di San Luca, de vereniging van kunstenaars in Rome. Hij reisde vaak naar Rome en vestigde er zich definitief rond het jaar 1656 om een uitbraak van de pest in Genua te vermijden.
Er was een grote vraag naar het werk van Cornelis de Wael en onder zijn beschermheren zouden zich Filips III van Spanje en Filips Karel van Arenberg bevonden hebben.

## Werken

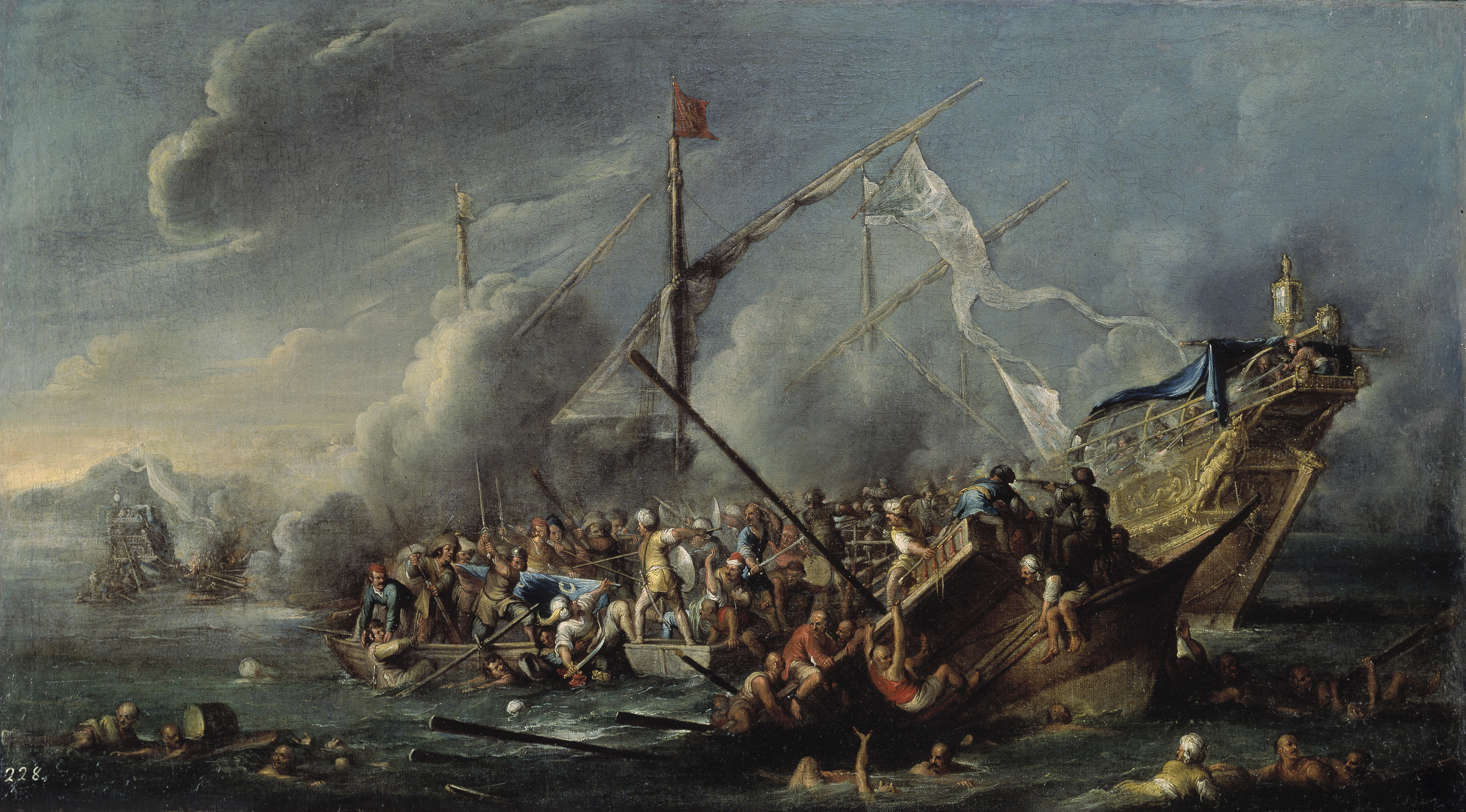
Zeeslag tussen de Spanjaarden en de Turken, olieverf op doek, 62 x 110 cm, Madrid, Museo del Prado.

Onder Cornelis de Waels leerlingen onderscheidden zich zijn neef Jan Baptist de Wael, Giovanni di Lamberto (Jan Lambertsz Houwaert) en Antonio Rinaldi.
De Wael was vooral bekend voor zijn etsen maar hij had ook een reputatie voor zijn schilderijen die erg gewild waren onder het rijke patronaat van de regering van de republiek Genua. Volgens de vroege Nederlandse biograaf Arnold Houbraken was Cornelis de Wael gespecialiseerd in gevechtsscènes. De Wael cultiveerde in feite de meest uiteenlopende genres inclusief landelijke taferelen en landschappen die steeds bevolkt waren met een groot aantal figuren. Deze werken waren ofwel genrestuken of ze beeldden religieuze motieven uit, zoals de reeks schilderijen op het thema van de werken van barmhartigheid. Zijn werk ontwikkelde zich volgens twee hoofdlijnen: de werken op "grootse wijze", die niet openbaar werden getoond, en de werken op "kleine wijze". Deze laatsten waren van middelgrote, kleine en zeer kleine grootte en waren bevolkt door een groot aantal figuren. Deze werken verzekerden zijn roem.